# Одиссей Джонс
Омари Джахи Палмер (англ. Omari Jahi Palmer, род. 17 мая 1994, Coram, Нью-Йорк) — американский рестлер. Известен по выступлениям в WWE под именем Одиссей Джонс (англ. Odyssey Jones).

## Ранняя жизнь
Палмер родился в Кораме, Нью-Йорк. Он учился в средней школе Лонгвуда, где занимался американским футболом, баскетболом, лякроссом и борьбой. Палмер поступил в Сиракузский университет, специализируясь на социологии. Во время учёбы в Сиракузском университете Палмер играл за футбольную команду «Сиракуз Оранж» в качестве оффенсив гарда, пока не получил травму голени в выпускном классе.

## Карьера в рестлинге

### WWE (2019—2024)
В июне 2018 года Палмер принял участие в пробном тренинге рестлинг-промоушена WWE. В феврале 2019 года он был принят на работу в WWE и направлен на тренировки в WWE Performance Center в Орландо, Флорида. В мае 2019 года Палмер установил рекорд в жиме штанги лежа в 800 фунтов (363 кг) на WWE Performance Center Combine, побив предыдущий рекорд в 775 фунтов (352 кг), принадлежавший Отису. Свой первый матч он провел 7 ноября 2019 года, проиграв Декстеру Люмису на домашнем шоу в Окале, Флорида, под своим именем. Он провел несколько матчей в конце 2019 и начале 2020 года, после чего взял перерыв более чем на год.
В мае 2023 года Джонс был переведен на бренд Raw. Дебютировал в августе 2024 года, начав программу с «Новым днем». В сентябре 2024 года, после обвинений в домашнем насилии, Джонс был внезапно убран с телевидения WWE и впоследствии уволен из WWE.